# Hockenheim
Hockenheim város Németországban, azon belül Baden-Württembergben. Lakosainak száma 21 631 fő (2023. december 31.). Hockenheim Reilingen és Oftersheim községekkel határos.

## Története
769-ben Hockenheimet megemlítették a Lorschi füveskönyvben mint Ochinheim.
A 11. századtól speyeri püspökség része volt.
II. Mogorva Lajos rajnai palotagróf megvette a település. 1803-ban a Badeni Választófejedelemség része lett.

## Városrészei
A városhoz tartozik:
- Bahnstation Talhaus
- Wasserwerk
- a tanya Insultheimerhof
- a ház „Herrenteich, Ziegelei“
- a ház „Ketschau, Ziegelei“

## Népesség
A település népessége az elmúlt években az alábbi módon változott:
| Lakosok száma | 13 213 | 14 782 | 17 117 | 15 997 | 16 112 | 18 398 | 20 155 | 20 824 | 20 968 | 21 631 |
|               | 1961   | 1967   | 1974   | 1980   | 1987   | 1993   | 2000   | 2006   | 2013   | 2023   |

## Nevezetességei
- Hockenheimring